# Ilinca Băcilă
Maria Ilinca Băcilă (ur. 17 sierpnia 1998 w Târgu Mureș) – rumuńska piosenkarka specjalizująca się w jodłowaniu, reprezentantka Rumunii (w duecie z Alexem Floreą) w 62. Konkursie Piosenki Eurowizji w 2017 roku.

## Życiorys

### Wczesne lata
Pochodzi z muzycznej rodziny – jej ojciec Șerban jest nauczycielem śpiewu, a matka śpiewa w filharmonii. Muzyką zaczęła się zajmować w wieku siedmiu lat. Współpracowała m.in. z filharmonią w Jassach, Rumuńską Operą Narodową w Klużu-Napoce i teatrem dramatycznym w Braszowie. Mieszka w Klużu-Napoce, gdzie uczęszczała do Liceul Teoretic Gheorghe Șincai.

### Kariera

#### 2013–2016:X FactoriThe Voice
W 2013 roku wygrała festiwal dziecięcy w Mamai (Trofeul Mamaia Copiilor) w kategorii wykonawcy oraz wzięła udział w rumuńskiej wersji programu X Factor jako członkini zespołu Quattro. Grupa odpadła po pierwszych występach na żywo.
W 2014 roku wystąpiła w programie Vocea României, rumuńskiej wersji The Voice. Weszła w skład drużyny Loredany Grozy. Odpadła w półfinale, w którym została wyeliminowana przez Marię Hojdę.

#### Od 2017: Konkurs Piosenki Eurowizji
W 2017 roku, w duecie z Alexem Floreą wystartowała w rumuńskich eliminacjach eurowizyjnych z utworem „Yodel It!”. W finale selekcji duet otrzymał 10 377 głosów telewidzów, dzięki czemu został wybrany na reprezentanta Rumunii w 62. Konkursie Piosenki Eurowizji organizowanym w Kijowie. Po wyborze na reprezentantów kraju, para wystąpiła na przedeurowizyjnych koncertach promocyjnych w Londynie, Tel Awiwie, Amsterdamie i Madrycie. 11 maja duet wystąpił jako piąty w kolejności w drugim półfinale konkursu i z szóstego miejsca awansował do finału, w którym zaprezentował się jako 20. w kolejności i zajął siódme miejsce z 282 punktami w tym 224 punkty od telewidzów (5. miejsce) i 58 pkt od jurorów (15. miejsce). Kilka godzin przed półfinałem konkursu w sieci został opublikowany jej nowy utwór – „Amici”.
W październiku zdobyła nagrodę Radar de Media w kategorii „Piosenka roku” za „Yodel It!”. W grudniu 2017 ogłoszono, że będzie jedną z jurorek rumuńskich eliminacji do 63. Konkursu Piosenki Eurowizji 2018. 12 lutego 2018 opublikowała kolejny utwór, „Nu acum”. W czerwcu 2018 wystąpiła gościnnie w utworze „Hasta mañana (MMM)” hiszpańskiej piosenkarki Yasiris. W 2019 roku przedstawiała wyniki głosowania rumuńskiego jury podczas Konkursu Piosenki Eurowizji.

## Dyskografia

### Single
| Rok  | Tytuł                           | Najwyższe pozycje na listach | Najwyższe pozycje na listach | Najwyższe pozycje na listach | Najwyższe pozycje na listach | Najwyższe pozycje na listach | Najwyższe pozycje na listach | Najwyższe pozycje na listach | Najwyższe pozycje na listach | Najwyższe pozycje na listach |
| Rok  | Tytuł                           | AUT                          | BEL (Flandria Ultratip)      | DEU                          | ESP                          | FRA                          | NED                          | SCO                          | SWE                          | SUI                          |
| ---- | ------------------------------- | ---------------------------- | ---------------------------- | ---------------------------- | ---------------------------- | ---------------------------- | ---------------------------- | ---------------------------- | ---------------------------- | ---------------------------- |
| 2017 | „Yodel It!” (feat. Alex Florea) | 34                           | 38                           | 93                           | 46                           | 70                           | 90                           | 49                           | 64                           | 50                           |